# 新乌比拉唐
新乌比拉唐是巴西马托格罗索州的一个市镇。总面积12694.974平方公里，总人口7768人，人口密度0.6人/平方公里。